# محاصره عکا (۱۱۸۹–۱۱۹۱)
محاصره عکا نبردی در ماه اوت سال ۱۱۸۹ میلادی بین مسلمانان و صلیبیون در شهر عکا رخ داد. در واقع این نخستین ضد حمله گی لوزینیان بعد از شکست سنگین در نبرد حطین بود که علیه صلاح‌الدین انجام داد. این محاصره به مدت ۲ سال طول کشید و سرانجام با پیوستن نیروهای کمکی از انگلستان و فرانسه، صلیبیون موفق شدند که به پیروزی دست یابند.
در پی سقوط اورشلیم در سال ۱۱۸۷ میلادی صور تنها جای پای صلیبیون در منطقه بود. با فرارسیدن شوالیه‌های فرانسوی به رهبری کنراد مونتفرات حمله صلاح‌الدین به صور دفع شد. کنراد سال بعد را صرف گردآوری نیرو از زائران سرزمین مقدس نمود. ماه ژوئیه سال ۱۱۸۸ میلادی صلاح‌الدین به شکل مشروط گی لوزینیان، پادشاه شکست‌خورده اورشلیم را آزاد کرد. با این وجود گی ماه اوت سال ۱۱۸۹ میلادی عکا را مورد حمله قرار داد. ماه بعد کنراد نیز چنین کرد. قلعه مستحکم عکا واقع در یک شبه‌جزیره در برابر صلیبیون پایداری کرد. دو رهبر صلیبی با ۳۰ هزار نفر نیرو شهر را به محاصره گرفتند. در این شرایط صلاح‌الدین از فاصله‌ای دورتر خط محاصره‌ای علیه محاصره‌کنندگان صلیبی ایجاد کرد. با گرفتاری به بن‌بست، دو طرف تلفات بیشتری از بیماری و قحطی پدید آمده نسبت به نبرد با یکدیگر، در سال ۱۱۹۰ میلادی متحمل شدند. در این حال نیروهایی از امپراتوری مقدس روم، پادشاهی فرانسه و پادشاهی انگلستان، بین ماه‌های اکتبر سال ۱۱۹۰ میلادی تا ژوئن سال ۱۱۹۱ میلادی به یاری صلیبیون رسیدند. تنگ‌تر شدن محاصره توسط کشتی‌ها و حملات مستمر به قلعه، در نهایت سبب تسلیم پادگاه مسلمانان در عکا در روز ۱۲ ژوئیه سال ۱۱۹۱ میلادی و پایان محاصره دو ساله آن شد. ریچارد یکم، پادشاه انگلستان که در اثر بروز اختلاف نظر بین صلیبیون و بازگشت دیگران، رهبری صلیبیون را در دست گرفته بود، در پی شکست در مذاکرات صلح، تمامی ۲۷۰۰ مسلمان به اسارت درآمده در عکا را اعدام کرد.

## پیش‌زمینه

### نبرد حطین
در سال ۵۸۳ هجری / ۱۱۸۷ میلادی، صلیبیون خود را برای جنگ آماده کردند و نیروهای خود را در عکا گرد آوردند. شوالیه‌های معبد و دیگر شهسواران هرآنچه شوالیه در اختیار داشتند بسیج کردند و تنها شمار اندکی را برای نگهداری دژهایی که به آن‌ها سپرده شده بود، باقی گذاشتند.
در طرف مسلمانان، صلاح‌الدین به همه شهرها نامه نوشت و آنان را به جهاد فراخواند. سپس، با لشکر و گارد ویژه خود از دمشق خارج شد و سپاهیان شام به او پیوستند.
نبرد حطین در ۲۵ ربیع‌الثانی ۵۸۳ / ۴ ژوئیه ۱۱۸۷ میلادی بین نیروهای صلیبی، به ویژه پادشاهی اورشلیم، به رهبری گی لوزینیان و ایوبیان به رهبری صلاح‌الدین ایوبی در منطقه حطین رخ داد. مسلمانان توانستند طی نبردی سخت، به پیروزی برسند و بخش عظیمی از نیروهای صلیبی را به قتل برسانند و تعدادی از فرماندهان ارتش صلیبی از جمله گی لوزینیان را اسیر کنند. پس از این شکست سنگین، حکومت‌های صلیبی قدرت خود را از دست دادند و صلاح‌الدین ایوبی توانست از این موقعیت به نفع جهان اسلام بهره ببرد و فتوحاتی را به دست آورد، که مهم‌ترین آن بازپس‌گیری اورشلیم بود. شهری که پس از جنگ صلیبی اول توسط صلیبیون تسخیر شده بود.
این نبرد در عمق خاک فلسطین اتفاق افتاد. اما هنوز نبرد به پایان نرسیده بود که صلاح‌الدین درگیری را گسترش داد و شهرهای عکا، مجدل، یافا، ناصره، قیساریه، حیفا، صفوریه، معلبا، شقیف، فوله، تبنین، صیدا، جبیل، بیروت، اشکلون، رمله، دامور، غزه، بیت‌لحم، بیت جبریل، نطرون را گشود و سرانجام همه این شهرها را به تاج گشودن اورشلیم آراست. در پی آن هونین، صفد، کوکب و کرک را گشود و در سال بعد برای گشودن جبله، لاذقیه، دژ صیهون و مجموعه بزرگی از دژهای شمالی و شهرهای سرمینیه و برزیر (مقابل دژ افامیه)، دروازه ساک و بغراس، عازم شمال گردید.
این جنگ نتایج سیاسی و نظامی استراتژیکی را برای مسلمانان در پی داشت، نظیر استفاده از وحدت سیاسی در راستای هدف جنگ و استفاده از پیروزی نظامی برای تقویت وحدت سیاسی بین ممالک اسلامی، و نیز آشکار شدن ضعف‌های سیاسی - نظامی پادشاهی صلیبی حاضر در سرزمین شام، که تا این زمان پنهان مانده بود. پیش از این پادشاهی‌های مذکور توانسته بودند سلطه خویش را بر امارت‌های کوچک و پراکنده اسلامی تحمیل کنند. کارایی عالی نظامی نیروهای مسلمان، عزم آن‌ها برای کسب پیروزی، انضباط دقیق آنان در اجرای فرمان‌ها در جریان نبرد و توانایی عالی صلاح‌الدین در اداره درست نبرد از عوامل قدرت مسلمانان بود. شوالیه‌های معبد بارها کوشیدند تا انتقام شکست‌های خود را از مسلمانان بگیرند و آنان را غافلگیر سازند، ولی هر بار شکست خوردند، که علت آن آمادگی همیشگی بود که صلاح‌الدین برای ارتش خود ایجاد کرده‌بود.

### جنگ صلیبی سوم
با انتخاب گریگوری هشتم به عنوان پاپ کلیسای کاتولیک، وی در نطقی بعد از سقوط اورشلیم، علت تصرف آن توسط مسلمانان را مجازات گناهان اروپاییان در اروپا اعلام کرد و خواستار جنگی جدید برای بازپس‌گیری مناطق از دست رفته شد. در همین زمان با پایان یافتن درگیری بین فرانسه و انگلیس در عهد فیلیپ دوم و هنری دوم، این دو برای جبران خسارات ناشی از نبرد بین دو کشور و تعریفی که از ثروت شرق شنیده بودند، آمادگی خود را برای عزیمت به مناطق شرقی و بازپس‌گیری اورشلیم اعلام کردند و خود را آماده حرکت کردند؛ اما مرگ هنری دوم، پادشاه انگلستان، سبب شد تا جانشین وی ریچارد به مسند قدرت برسد. با دستور اسقف اعظم کانتربری، ریچارد نیز خود را آماده عزیمت به سمت شرق کرد. قبل از حرکت این دو، فردریک بارباروسا، امپراتور مقدس روم، از طریق راه زمین سفر خود را به سمت شرق آغاز کرده‌بود.

## شرح نبرد
در این زمان با خبر، آماده شدن نیروهای جدید در اروپا برای اعزام به سمت شام و فلسطین، صلاح‌الدین نیروهای خود را از حالت تهاجمی به حالت دفاعی عوض کرد؛ چون همانند نبردهای قبل، از نیروی کافی برخوردار نبود. گی لوزینیان که بعد از مدتی آزاد شد، با استفاده از حالت تدافعی صلاح‌الدین، در اواخر اوت ۱۱۸۹ به عکا حمله برد و شهر را محاصره نمود. صلاح‌الدین بعد از آگاهی از محاصره عکا، به همراه نیروهای خود عازم عکا شد و پس از رسیدن به نزدیکی شهر، اقدام به محاصره نیروهای صلیبی کرد؛ اما قدرت وی کمتر از نیروهای صلیبی بود که بتواند محاصره آن‌ها را بشکند. در این زمان که نیروهای صلیبی و ایوبی درگیر بودند، گی منتظر نیروهای کمکی از اروپا بود تا به کمک آن‌ها بتواند صلاح‌الدین را عقب رانده و مناطق تصرف شده توسط وی را پس بگیرد.
با وجود کمک‌های محلی که از جانب مصر و شام به ارتش ایوبی می‌شد، صلاح‌الدین توان و نیروی کافی برای شکستن محاصره را نداشت. هر دو ارتش طی زمستان به عملیات خود علیه درگیری ادامه دادند اما به نتیجه مشخص و کاملی دست نیافتند. این موقعیت تا آن‌جا پیش رفت که بین دو طرف توازن قدرت ایجاد شد، به حدی که نه صلیبیون می‌توانستند وارد شهر شوند نه صلاح‌الدین می‌توانست آن‌ها را عقب بزند؛ بنابراین دو طرف در انتظار رسیدن کمک بودند تا فرصت حمله به یکدیگر را بیابند. اما به مرور شرایط برای صلیبیون دشوار شد؛ زیرا دسترسی به آذوقه و مواد غذایی را از دست داده‌بودند. با رسیدن یک کشتی حامل گندم و ادامه خبر پیاده شدن شاهان فرانسه و انگلستان در سواحل شرقی مدیترانه، صلیبیون برای ادامه نبرد امیدوار شدند.
در سال ۱۱۹۱ فیلیپ دوم، پادشاه فرانسه، و ریچارد یکم، پادشاه انگلستان، حرکت خود را به سمت شرق آغاز کردند و پس از طی کردن مسافتی، در سیسیل یکدیگر را ملاقات کردند و پس از پایان یافتن زمستان، به سمت سواحل شرقی مدیترانه حرکت کردند. ابتدا فیلیپ در ۲۱ آوریل ۱۱۹۱ به صور رسید و از آن‌جا عازم عکا شد. وی پس از رسیدن به عکا، استحکامات محاصره را قوت بخشید و صفوف صلیبیون را منسجم و آلات و ادوات محاصره را تجدید کرد. با این حال حملات وی تا زمان رسیدن ریچارد به تعویق افتاد. ریچارد یکم نیز بعد از تصرف قبرس، در ۵ ژوئیه ۱۱۹۱ به سواحل شرقی و در ۸ ژوئیه به عکا رسید.
صلاح‌الدین نیز با آگاهی از رسیدن نیروهای کمکی صلیبی، حملات خود را ادامه داد اما به موفقیتی نرسید. در مقابل صلیبیون توانسته بودند حلقه محاصره را تنگ‌تر کنند. سرانجام بعد از مذاکرات بین محافظان عکا با صلیبیون، آن‌ها شهر خود را تسلیم نیروهای صلیبی نمودند و در مقابل صلاح‌الدین نیز نیروهای خود را به عقب راند.

## پس از فتح عکا

### اختلاف فیلیپ و لویی
فیلیپ نخستین پادشاه اروپایی بود که به اراضی مقدس رسید و در بدو رسیدن خود، به نیروهای صلیبی محاصره‌کننده عکا پیوست و رهبری نیروهای صلیبی را به همراه کنراد تا زمان رسیدن ریچارد برعهده گرفت. قبل از رسیدن به عکا، فیلیپ به همراه ریچارد، نخست سیسیل و سپس قبرس را اشغال کردند و نخستین اختلافات بین دو پادشاه از همین‌جا آغاز شد زیرا طبق قرارداد مسینا، دو طرف توافق کرده بودند، که فتوحات و غنائم را بین خود به‌طور مساوی تقسیم کنند اما ریچارد اعلام کرد که نیمی از خاک قبرس را به شرط واگذاری فلاندر که از بخش‌های غنی خاک فرانسه بود، قبول خواهد کرد که با جواب رد فیلیپ همراه بود. این‌چنین تنش بین طرفین شعله‌ور شد. فیلیپ که قبرس و سیسیل چیزی به‌دست نیاورده بود، خود را آماده حرکت به سمت بندر صور کرد تا بتواند زودتر از ریچارد بر منطقه و نیروهای صلیبی مسلط شود. با رسیدن ریچارد به عکا، بار دیگر تنش بین دو پادشاه آغاز شد.
نخستین اختلاف در عکا، بر سر انتخاب پادشاه اورشلیم بود و بدین ترتیب دسته‌بندی‌ها آغاز شد. فیلیپ طرفدار کنراد بود در حالی که ریچارد طرفدار گی لوزینیان بود که در آخر این مناقشه با انتخاب مجدد گی به عنوان پادشاه و پس از آن کنراد و سپس ایزابلا __ دختر گی سیبلا و امالریک __ به پایان رسید. دومین اختلاف از آنجا آغاز شد که بعد از بیماری دو پادشاه در عکا، فیلیپ که زودتر سلامتی خود را به‌دست آورده بود، درصدد حمله شدیدی برای فتح نهایی عکا کشید. ریچارد که هنوز سلامتی خود را به‌طور کامل بازنیافته‌بود و نگران بی‌نصیب ماندن از غنائم پیروزی بود، اجازه همراهی نیروهای خود را برای اجرای نقشه فیلیپ نداد؛ و به علت کناره‌گیری ریچارد و نیروهایش، تلاش فیلیپ در فتح نهایی عکا به جایی نرسید و حمله متقابل صلاح‌الدین به لشکرگاه صلیبیون و فیلیپ، با دشواری دفع شد. سومین اختلاف بین دو پادشاه پس از تصرف عکا رخ داد که با اشغال نهایی عکا، نیروهای هر پادشاهی در مکانی در شهر مستقر شدند اما نیروهای آلمانی خواهان پایگاهی هم طراز با نیروهای فرانسوی و انگلیسی بودند که با حمایت فیلیپ همراه شدند و به همین دلیل پرچم خود را کنار پرچم ریچارد برافراشتند که نیروهای انگلیسی در مقابل پرچم را فرو کشیدند و به خندق شهر انداختند. لئوپولد که از این ماجرا به خشم آمده بود، به همراه نیروهای خود به اروپا بازگشت. علاوه بر آن، فرانسویانی که قبل از سقوط عکا توسط صلاح‌الدین، صاحب زمین و مستغلاتی در عکا بودند، استرداد املاک خود را خواستار شدند که با مخالفت ریچارد روبه‌رو شدند بنابراین دست به دامان فیلیپ شدند اما اصرارهای فیلیپ نیز به نتیجه‌ای نرسید که منجر به خشم بیش از پیش فیلیپ شد.
با تطهیر کلیسای جامع، فیلیپ قصد خود را برای بازگشت خود به فرانسه اعلام و هوگ سوم، دوک بورگاندی را به عنوان رهبر نیروهای فرانسوی در اراضی مقدس انتخاب کرد. ریچارد که مخالف تصمیم وی بود، خواستار ماندن وی تا ۳ سال دیگر شد اما فیلیپ تنها وعده داد که تا بازگشت ریچارد، به قلمرو وی در فرانسه کاری نداشته باشد. سرانجام فیلیپ دوم، در ۳۱ ژوئیه عکا را به قصد صور ترک و پس از سه روز به سوی بریندیزی حرکت کرد. این حرکت هرچند از نظر انگلیسی‌ها خیانت بود اما برای فیلیپ مشکلاتی در فرانسه به وجود آمده بود همچون مشکلات وراثت فلاندر که مسئولیت آن مستقیماً بر دوش وی بود. علاوه بر آن داستانی وجود دارد که در زمان شدت گرفتن بیماری فیلیپ، ریچارد، بر سر بالین وی حاضر شده و با مزاح به امید مرگ وی بر اثر شنیدن این خبر، به وی دروغ گفت که پسرش لویی مرده‌است و وی دیگر وارثی برای تاج و تخت خود ندارد. این‌چنین عده زیادی از صلیبیون حق را به فیلیپ می‌دادند و حرمتش را در قیاس با ریچارد بیشتر نگه می‌داشتند.

### کشتار عکا
با تصرف عکا توسط ریچارد و بازگشت فیلیپ به سمت اروپا به دلیل برآورده نشدن خواسته‌هایش، ریچارد به تنهایی رهبری نیروهای صلیبی برعهده گرفت. وی در اولین گام، کلیساهای عکا را با کمک آدلارد ورونایی، مجدداً متبرک کرد سپس اختلافات موجود بر سر پادشاهی اورشلیم بین کنراد و گی لوزینیان را به نفع گی و فرزندش ایزابلا حل کرد. در ادامه ریچارد مذاکرات خود را با صلاح‌الدین آغاز کرد. قبل از آن، صلاح‌الدین رضایت خود را با معاهده صلح و تسلیم عکا اعلام کرد. در هنگامی که صلیبیون مشغول بازسازی دیوار و حصار شهر عکا بودند، صلاح‌الدین تمامی زندانیان و اسرا صلیبی را جمع‌آوری و طی نامه‌ای به ریچارد، خواهان آزادی اسرا مسلمان در عکا در مقابل آزادی اسرا مسیحی شد. در ۲ اوت ۱۱۹۱، نمایندگان ریچارد به لشکرگاه صلاح‌الدین رفتند و موافقت شاه انگلستان را با درخواست صلاح‌الدین مبنی بر آزادی اسرا در ازای دریافت پول در ۳ قسط اعلام کردند؛ و قرار بر آن شد با دریافت اولین قسط، اسرا مسلمان آزاد شوند.
در ۱۱ اوت نخستین قسط و اولین دسته از زندانیان مسیحی به سمت عکا فرستاد شد اما ریچارد با فرستادن نمایندگان خود، خواهان آزادی اسرای عالی‌رتبه مسیحی شد و اعلام کرد که تا زمانی اسرا آزاد نشوند، سربازان اسیر شده در عکا را آزاد نخواهد کرد. صلاح‌الدین پیشنهاد کرد تا به جای پرداخت غرامت و پول، بزرگان اسیر شده مسیحی را آزاد کند یا پرداخت پول را قبول کنند و اجازه ماندن بزرگان مسیحی در نزد خود را بدهند که ضامن سلامتی و آزادی سربازانش باشد. نمایندگان با هر دو درخواست و پیشنهاد صلاح‌الدین مخالفت کردند و به سمت عکا بازگشتند.
در این زمان، ریچارد درصدد ترک عکا و حرکت به سمت جنوب و اورشلیم بود اما اسرا مسلمان مانعی برای حرکت بودند. وی سرانجام پس از بازگشت نمایندگانش در ۲۰ اوت، اعلام داشت که صلاح‌الدین به عهد صلح پایبند نبوده‌است بنابراین دستور قتل ۲۷۰۰ نفر اسرای مسلمان در عکا را صادر نمود. پس از آن، عده‌ای تلاش کردند تا بهانه‌ای برای این کشتار بتراشند تا نیروهای صلیبی را برای این کشتار ترغیب کنند. در روز ۲۰ اوت کشتار آغاز شد و طبق گفته منابع، علاوه بر نیروهای اسیر شده، زنان و کودکان نیز در کنار آن‌ها به قتل رسیدند و تنها تعدادی از نجبا که تحمل بردگی را داشتند، بخشیده شدند.

## نتایج و پیامدها

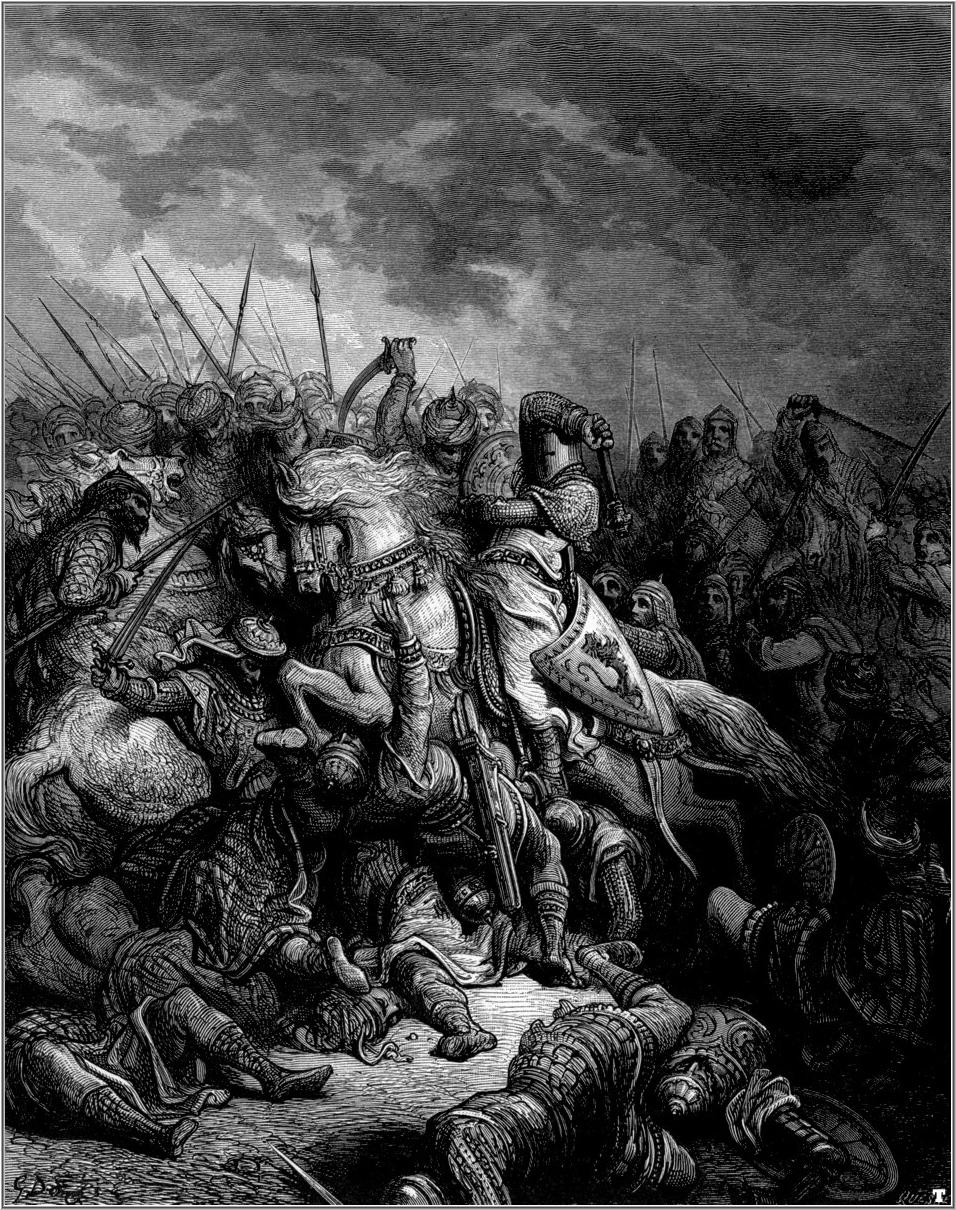
نقاشی از صحنه نبرد آرسوف بین صلاح‌الدین و ریچارد از گوستاو دوره

بعد از تسخیر عکا، ریچارد در ۲۵ اوت، تصمیم گرفت به یافا لشکرکشی کند، که از آن طریق می‌توانست مقدمات حمله به اورشلیم را فراهم سازد. طی این لشکرکشی که دیگر شاه فرانسه و بزرگان صلیبی همچون کنراد نبودند، ریچارد حرکت خود را به موازات خط ساحلی مدیترانه آغاز کرد تا ناوگان دریایی وی، مراقب جناح ارتش وی باشد و صلاح‌الدین نیز به موازات وی حرکت کرد اما در ۷ سپتامبر، ۱۱۹۱ قبل از رسیدن به یافا، در ۵۰ کیلومتری شمال یافا در منطقه‌ای به نام آرسوف، مورد هجوم ناگهانی نیروهای ایوبی به فرماندهی صلاح‌الدین قرار گرفت. در ابتدا به دلیل آرایش دفاعی نیروهای صلیبی، نیروهای ایوبی حملات خود را آغاز کردند و صلیبیون را تحت فشار قرار داد. اما با ضد حمله نیروهای صلیبی به کمک شوالیه‌های هوسپیتالر، صفوف جناح راست صلاح‌الدین شکست و سبب شد تا بین نیروهای ایوبی فاصله بیفتد. ریچارد از موقعیت استفاده کرده و با ضد حملات خود، نیروهای ایوبی را مجبور به فرار کرد.
پیروزی در آرسوف بسیار مهم بود زیرا سبب شد تا صلیبیون از زیر فشار شکست ناپذیری صلاح‌الدین خارج شوند و روحیه خود را بازیابند. با این وجود، این نبرد تلفات فراوانی حتی برای مسلمانان در برنداشت. ریچارد به عنوان فرمانده نیروهای صلیبی، پس از نبرد شهرت فراوانی به خاطر شکست دادن صلاح‌الدین کسب کرد و لقب شیردل به وی داده شد و سبب شد تا وجهه وی به عنوان بک فرمانده بزرگ و کارآمد بر همگان، به خصوص خود صلیبیون آشکار شود.
با این پیروزی و عقب‌نشینی صلاح‌الدین، ریچارد راه خود را به سمت جنوب، یافا و عسقلان، ادامه داد تا با به‌دست آوردن آن، راه ارتباطی بین شام و مصر را قطع کند و موقعیت مناسبی را برای بازپس‌گیری اورشلیم ایجاد کند اما ریچارد از موقعیت استفاده نکرد و طی نامه‌ای از صلاح‌الدین درخواست مذاکره کرد.